# 理理恩龍屬
理理恩龍屬又譯流連龍，是獸腳亞目恐龍的一屬，生存於三疊紀晚期，約2億500萬年前。理理恩龍的化石是在1922到1923年發現於德國的特羅辛根組（Trossingen Formation），地質年代相當於諾利階晚期。在1934年，弗里德里希·冯·许纳（Friedrich von Huene）將這些化石建立為敏捷龍的第二個種，H. liliensterni；種名以德國業餘古生物學家胡戈·吕勒·冯·利林施特恩（Hugo Rühle von Lilienstern）博士為名，他發現了這些化石。在圖林根的雨果·呂勒古生物博物館開幕時，馮·休尼將這些化石進行命名。這些化石持續存放在該博物館，直到1969年轉交給柏林自然博物館。

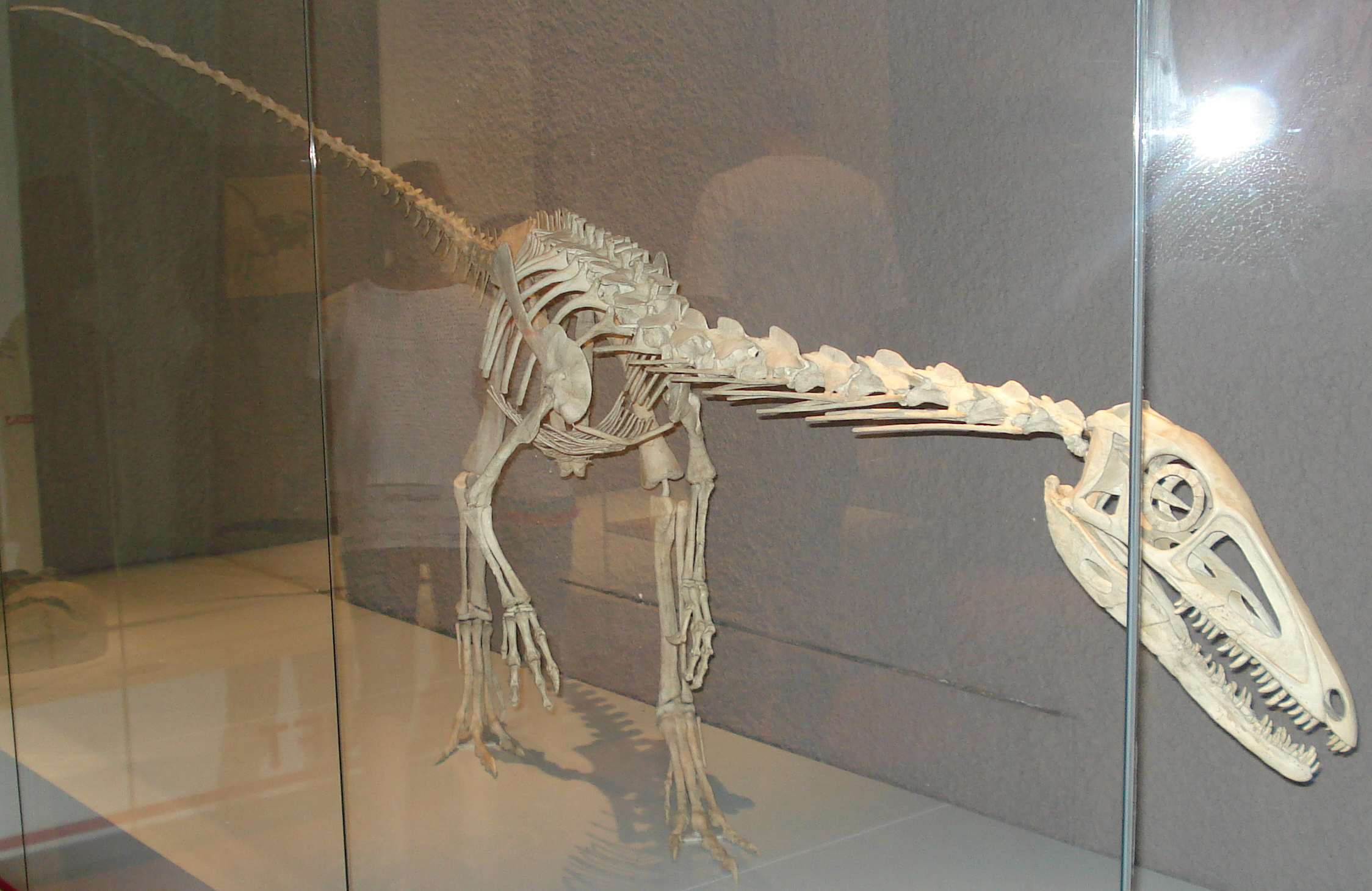
理理恩龍的骨架模型

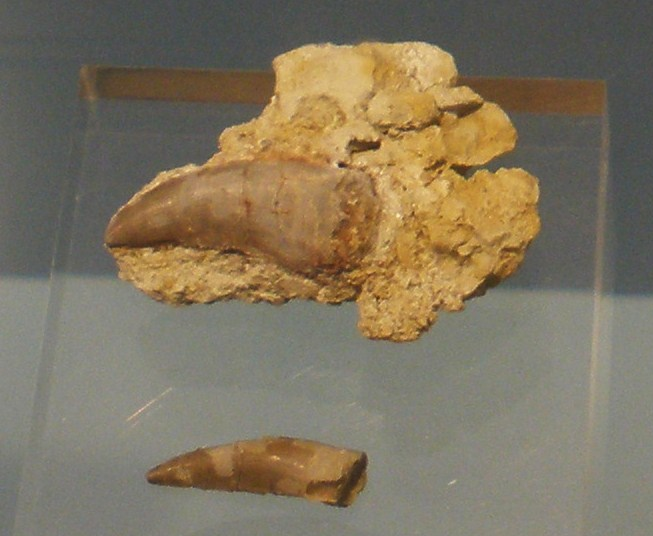
理理恩龍的牙齒標本

圖林根Bedheim的紋章，繪有理理恩龍

在1984年，塞繆爾·保羅·威爾斯提出敏捷龍本身是個疑名，而大部分關於敏捷龍的科學文獻，多是在談論H. liliensterni。威爾斯將這個種建立為新屬，模式種是理氏理理恩龍（L. liliensterni）；屬名也是以雨果·呂勒為名。
在1993年，發現於法國的一些化石被命名為第二個種，L. airelensis，頸部有一對外部側腔。現在被認為是一個獨立的屬Lophostropheus。
理理恩龍的化石被統合起來，成為一個綜模標本（編號MB.R.2175），包含一些身體骨骼的碎片、頭顱骨、下頜、脊椎，來自於至少兩個個體。
理理恩龍身長約5.15公尺，重量約127公斤。理理恩龍可能獵食草食性恐龍，例如板龍。
理理恩龍最初被歸類於敏捷龍科（Halticosauridae），目前被認為是新獸腳類的原始物種。

## 大眾文化
理理恩龍出現在《與恐龍共舞：現場體驗》（Walking with Dinosaurs: The Live Experience），但並未出現在《與恐龍共舞》（Walking with Dinosaurs）之中。

## 外部連結
- 三疊紀的歐洲獸腳亞目 （页面存档备份，存于） - Dinosaur Mailing List論壇
- 恐龙.NET——中国古生物门户网站。